# Doha-Stadion
Das Doha-Stadion (arabisch استاد الدوحة, DMG Istād ad-Dauḥa; hebräisch אִצְטַדְיוֹן דּוֹחָא Itzṭadjōn Dōchā, englisch Doha Stadium) ist ein Fußballstadion in der israelischen Stadt Sachnin, die in den Bergen von Galiläa liegt. Die Anlage im Nordbezirk des Landes wird vom Fußballverein FC Bnei Sachnin als Spielstätte genutzt und bietet 8500 Plätze. Des Weiteren tragen der FC Ahva Arraba und der Frauenfußballclub FC Bnot Sachnin ihre Partien im Doha-Stadion aus.

## Geschichte
Zur Saison 2003/04 stieg der FC Bnei Sachnin in die erste israelische Liga, der Ligat ha’Al, auf. Im Jahr darauf wurde der Club überraschend israelischer Pokalsieger 2004. Zu dieser Zeit besaß der Verein noch kein eigenes Fußballstadion. 2004 begann der Bau und 2006 fand die Einweihung statt. Die Bewohner von Sachnin sind größtenteils muslimische und christliche Araber mit israelischer Staatsangehörigkeit. Finanziert wurde das Stadion durch den israelischen Staat und dem Nationalen Olympischen Komitee von Katar, dem al-Ladschna al-ulimbiyya al-qatariyya, das sechs Mio. US-Dollar (etwa 5,14 Mio. Euro) spendete. Es war die erste Investition eines Staates am Persischen Golf in Israel. Die gemeinsame Finanzierung soll die friedlich-freundschaftlichen Beziehungen zwischen den jüdischen Staat Israel und dem islamischen Emirat Katar verdeutlichen. Die Spielstätte wird deshalb auch als Peace Stadium (deutsch Friedensstadion) bezeichnet. Die Doha-Stadion trägt den Namen der katarischen Hauptstadt Doha. 2009 wurde das Stadion für 18 Mio. ILS (rund 4,3 Mio. Euro) erweitert. Neben einer neuen Hintertortribüne an der Nordseite mit 3500 Plätzen wurde die Anlage mit 400 Parkplätzen ergänzt.

## Galerie

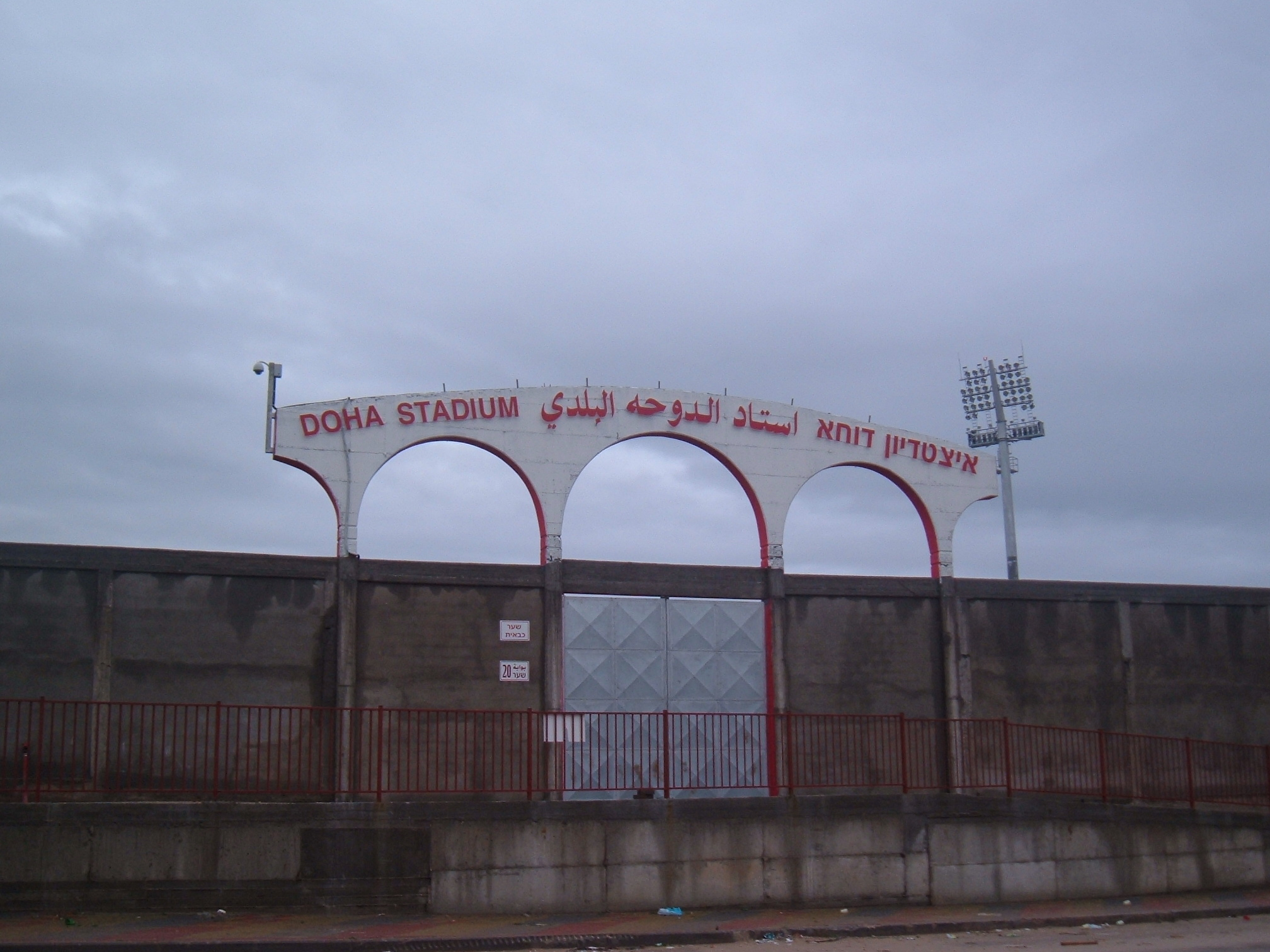
Der Eingang zum Doha-Stadion (2008)
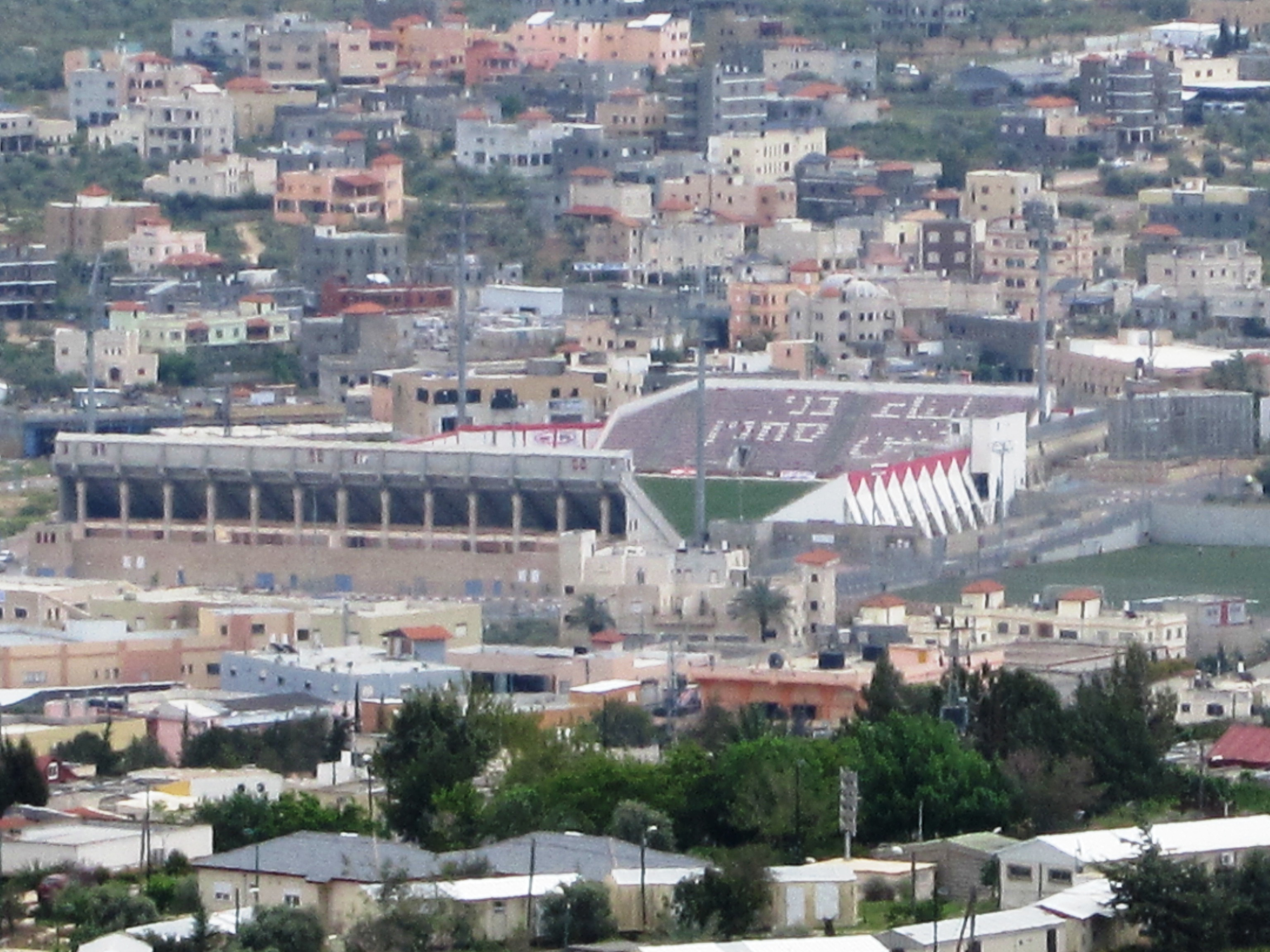
Fernansicht des Stadions (2011)
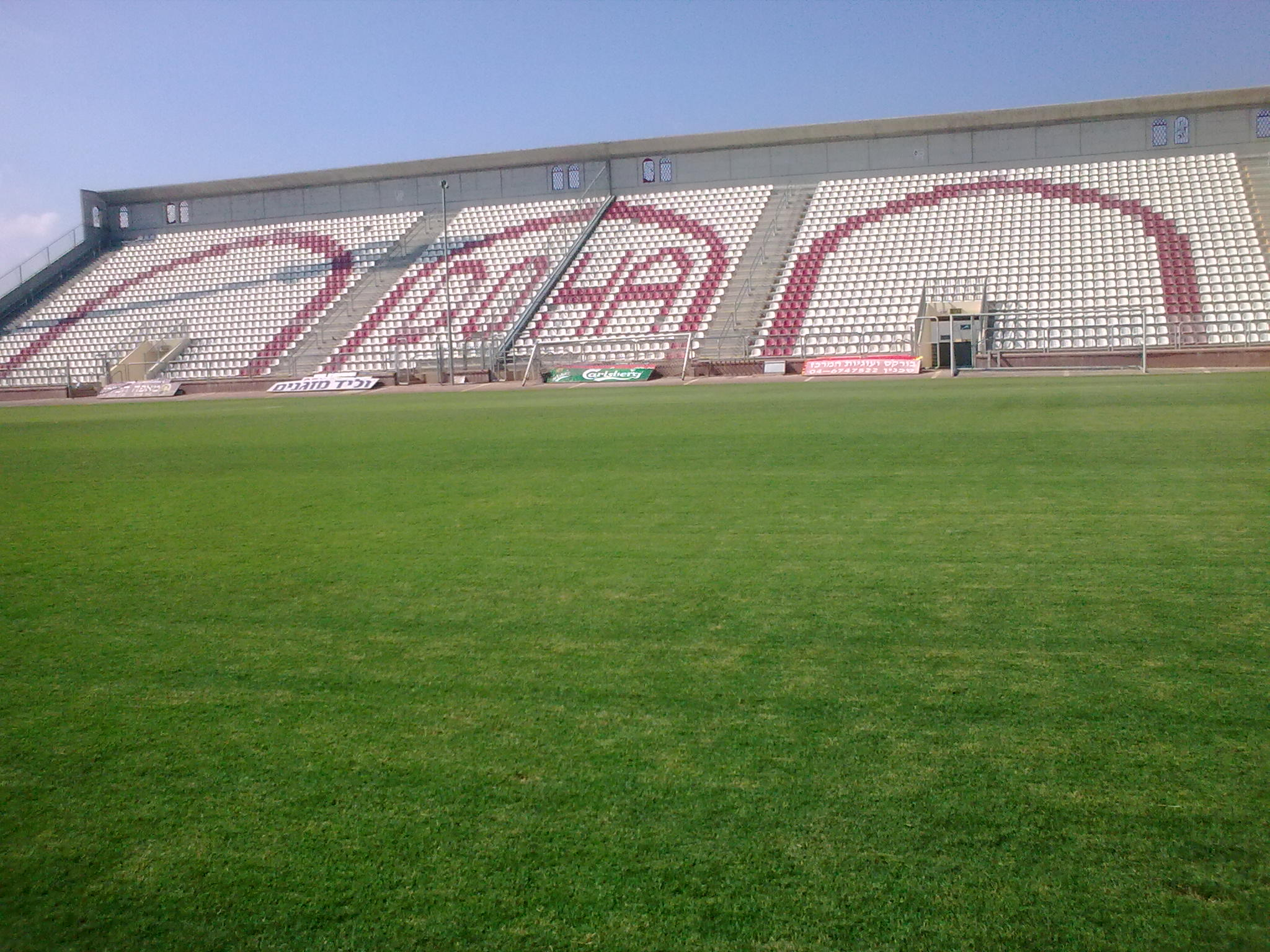
Tribüne des Stadions (2011)
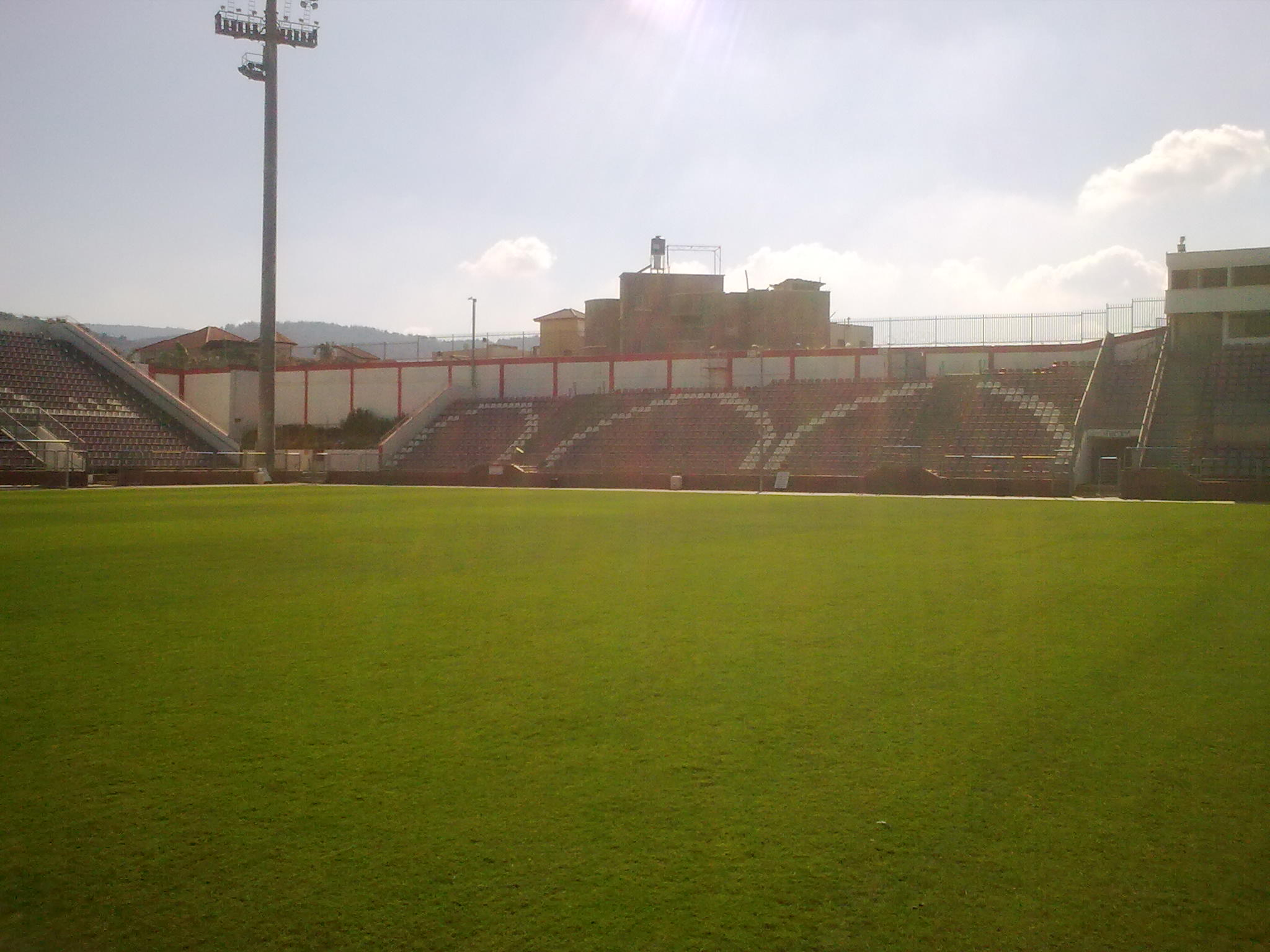
Tribüne des Stadions (2011)
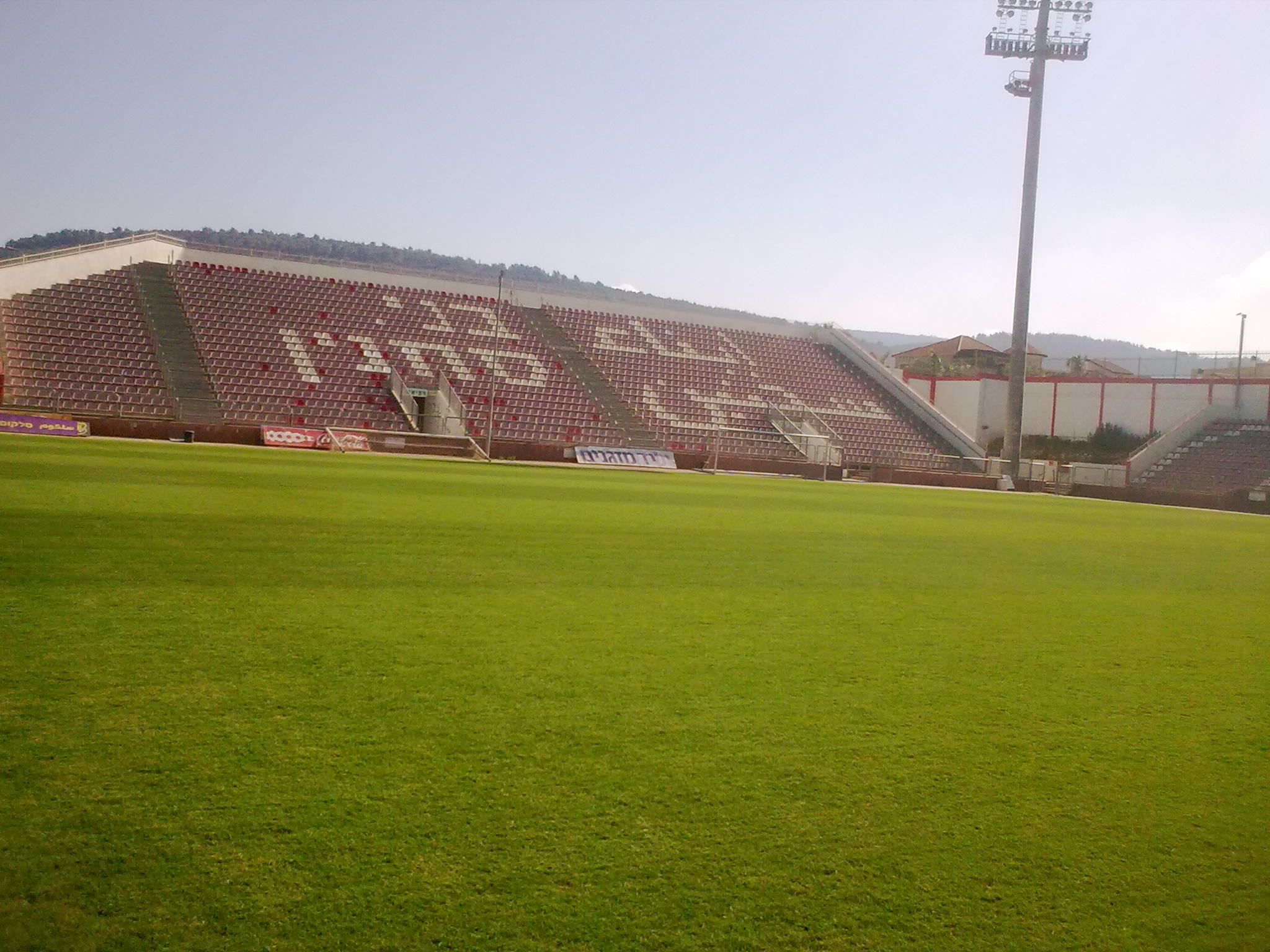
Tribüne des Stadions (2011)